# Каршакевич, Валерий Юрьевич
Вале́рий Ю́рьевич Каршаке́вич (бел. Валерый Юр'евіч Каршакевіч; род. 15 февраля 1988, Марьина Горка, Минская область) — белорусский футболист, защитник.

## Карьера
Начинал карьеру в «Молодечно», потом играл за дубль солигорского «Шахтёра» и новополоцкого «Нафтана». С 2009 — игрок жодинского «Торпедо», с 2010 регулярно попадал в основной состав.
В августе 2013 уехал из Жодино и стал игроком брестского «Динамо». В Бресте сразу закрепился в основном составе, играл на позиции центрального защитника, тем самым заменял травмированного капитана команды Евгения Клопоцкого.
В январе 2014 года подписал контракт с бобруйской «Белшиной». Играл на позиции центрального защитника, где чередовался с Михаилом Горбачёвым и Артёмом Бобухом.
В январе 2015 года по окончании контракта покинул «Белшину». В феврале стал игроком микашевичского «Гранита». Сначала был основным центральным защитником, однако с лета стал преимущественно выходить на замену.
В январе 2016 года стал игроком клуба «Торпедо-БелАЗ». В сезоне 2016 был одним из основных центральных защитников жодинцев. В январе 2017 года покинул клуб и присоединился к «Слуцку». Позднее временно покинул команду для прохождения просмотра в «Иртыше», однако вернулся и в феврале подписал контракт со «Слуцком». Закрепился в качестве основного центрального защитника случан, в сезоне 2017 без замен играл во всех 30 матчах команды в Высшей лиге.
В январе 2018 года по соглашению сторон покинул «Слуцк» и вскоре присоединился к «Гомелю». Был основным игроком команды. В августе 2018 года покинул гомельский клуб и пополнил состав «Смолевичей».
В феврале 2019 года стал игроком минского «Луча». Это 11-й клуб футболиста. Вскоре команда была объединена с могилёвским «Днепром», и защитник стал игроком той самой объединённой команды. Сначала оставался на скамейке запасных, позднее стал появляться в стартовом составе могилевчан.
В августе 2019 года перешёл в российский клуб «Мордовия», однако до зимы не смог сыграть за него из-за запрета на регистрацию новых игроков. В январе 2020 года, так и не сыграв за «Мордовию», подписал контракт с казахстанским «Таразом». В сезоне 2020 был игроком стартового состава.
В марте 2021 года перешёл в «Кызыл-Жар». Закрепился в основе петропавловского клуба. В январе 2022 года продлил соглашение с командой. В январе 2023 года футболист покинул клуб.

### В сборной
В 2008 сыграл один матч за молодёжную сборную Беларуси.

## Достижения
«Торпедо-БелАЗ»
- Обладатель Кубка Беларуси: 2015/16

«Елимай»
- Победитель Первой лиги: 2023